# Puy Balmet
Le puy Balmet est un sommet d'origine volcanique culminant à 1 078 m d'altitude dans le département français du Puy-de-Dôme.

## Géographie
Le puy Balmet est situé dans la chaîne des Puys, au sein du Massif central.